# Kefersteinia oscarii
Kefersteinia oscarii är en orkidéart som beskrevs av Pedro Ortiz Valdivieso. Kefersteinia oscarii ingår i släktet Kefersteinia och familjen orkidéer. Inga underarter finns listade i Catalogue of Life.